# Марченко Валерій Веніамінович
Вале́рій Ма́рченко (16 вересня 1947 — 7 жовтня 1984) — український дисидент-правозахисник, літературознавець і перекладач, жертва радянського режиму.

## Життєпис

### Дитинство та юність
Народився 16 вересня 1947 року в Києві. Онук (по матері) Михайла Івановича Марченка (19 вересня 1902 — 22 січня 1983) — українського історика, автора численних праць з історії України доби середньовіччя, першого радянського ректора Львівського університету. 
Від народження отримав прізвище батька — Умрилов. Батьки в подальшому розлучилися. Мати в другому шлюбі носила прізвище Смужаниця. У дорослому віці (25 років) Валерій змінив своє прізвище й узяв прізвище діда (дошлюбне прізвище матері). 
Навчався на філологічному факультеті Київського університету, одночасно вивчав тюркські мови у Бакинському університеті.
З 1970 року — співробітник газети «Літературна Україна». За сумісництвом викладав українську мову та літературу в середній школі у Києві. Протягом 1971—1972 років опублікував ряд перекладів з азербайджанської творів Сулеймана Сані Ахундова, Джаліла Мамедкулізаде.
В період 1968—1973 були написані, але не опубліковані літературознавчі розвідки про Миколу Зерова (рос. «Русское наследие неоклассика»), публіцистичні статті «Київський діалог», «Страшний якийсь тягар» та інші. Друкувався у молодіжних виданнях Азербайджану і Туркменістану.

### Арешти і ув'язнення
25 червня 1973 року заарештований співробітниками КДБ. За вироком Київського обласного суду від 27 грудня 1973 року (відповідно до ст. 62 ч. 1 Кримінального кодексу УРСР «Антирадянська пропаганда та агітація»), засуджений до 6 років позбавлення волі в колонії суворого режиму і 2-х років заслання.
Відбував покарання у пермському таборі для політв'язнів № 35. У таборах познайомився з українськими правозахисниками — Іваном Світличним, Семеном Глузманом та іншими. В ув'язненні написав ряд публіцистичних нарисів, в яких висвітлював умови існування в'язнів у радянських таборах, трагічні події 1940–50-х років у Західній Україні.
Незважаючи на тяжку хворобу нирок, яка привела до інвалідності, Марченко відмовився писати заяву-каяття. Після звільнення жив у Києві. Довго не міг знайти роботу, згодом працював сторожем. Займався перекладами з англійської, писав публіцистичні статті — «Там, у Київських печерах», «Гулак». Активно займався правозахисною діяльністю, розсилав листи-протести із засудженням існуючої тоталітарної системи. Рішуче виступив проти інструкції Міністерства освіти УРСР «Про посилення вивчення російської мови у школах України», яку назвав «найсвіжішим Валуєвським указом».
21 жовтня 1983 року вже важко хворого Валерія Марченка заарештовують вдруге і 13–14 березня 1984 року судять. Справу розглядав Київський міський суд під головуванням заступника голови Київського міського суду Григорія Івановича Зубця
. Винним себе В. Марченко не визнав. В останньому слові він сказав, що «вірить у Бога та в добре начало в людях», що «завжди намагався робити людям добро». Він заявив також, що «держава мільйон разів завинила перед громадянами» та що він протестуватиме проти цього до кінця свого життя. В. Марченка визнали особливо небезпечним рецидивістом та засудили до 10 років таборів особливого режиму і 5 років заслання. Етапом був відправлений у пермські табори, де незабаром відмовили нирки.

Помер 5 жовтня 1984 року в тюремній лікарні в Ленінграді. Мати Валерія змогла добитися видачі тіла сина. Похований у селі Гатному (Києво-Святошинського району Київської області) в одній могилі з прахом діда Михайла.
Суддю Григорія Зубця, який засудив Марченка та визнав його «особливо небезпечним рецидивістом», 6 жовтня 2017 року Президент України Петро Порошенко нагородив орденом князя Ярослава Мудрого V ступеня.

## Творчість
Автор перекладів з азербайджанської мови, нарисів «Микола Гулак» (1982), «Там, у київських печерах» (1983).
Окремі видання:
- Марченко В. Антон Олійник. Спогади // Сучасність. — 1982. — Ч. 1–2. — С. 171—177.
- Марченко В. Давня азербайджанська література в дослідженнях Агатангела Кримського // Радянське літературознавство. — 1971. — № 1. — С. 59–66.
- Марченко В. Листи до матері з неволі. — К.: Фундація ім. О. Ольжича, 1994.
- Марченко В. Обличчям на схід. До 100-річчя з дня народження А. Ю. Кримського // Дніпро. — 1971. — № 1. — С. 138—140.
- Валерій Марченко. Занапащена Кліо // Листи до матері з неволі. — К.: Фундація ім. Олега Ольжича, 1994. — 500 с.

## Пам'ять

Меморіальна дошка

У Гамбурзі вийшла в перекладі німецькою мовою книга про життя і творчість Валерія Марченка — «Я не маю ні дому, ні вулиці».
У 2001 році режисер Максим Бернадськи та журналіст Юрій Луканов зфільмували документальний фільм «Хто ви є, містер Джекі?» про листування Валерія Марченка з нідерландською студенткою Джекі Бакс.

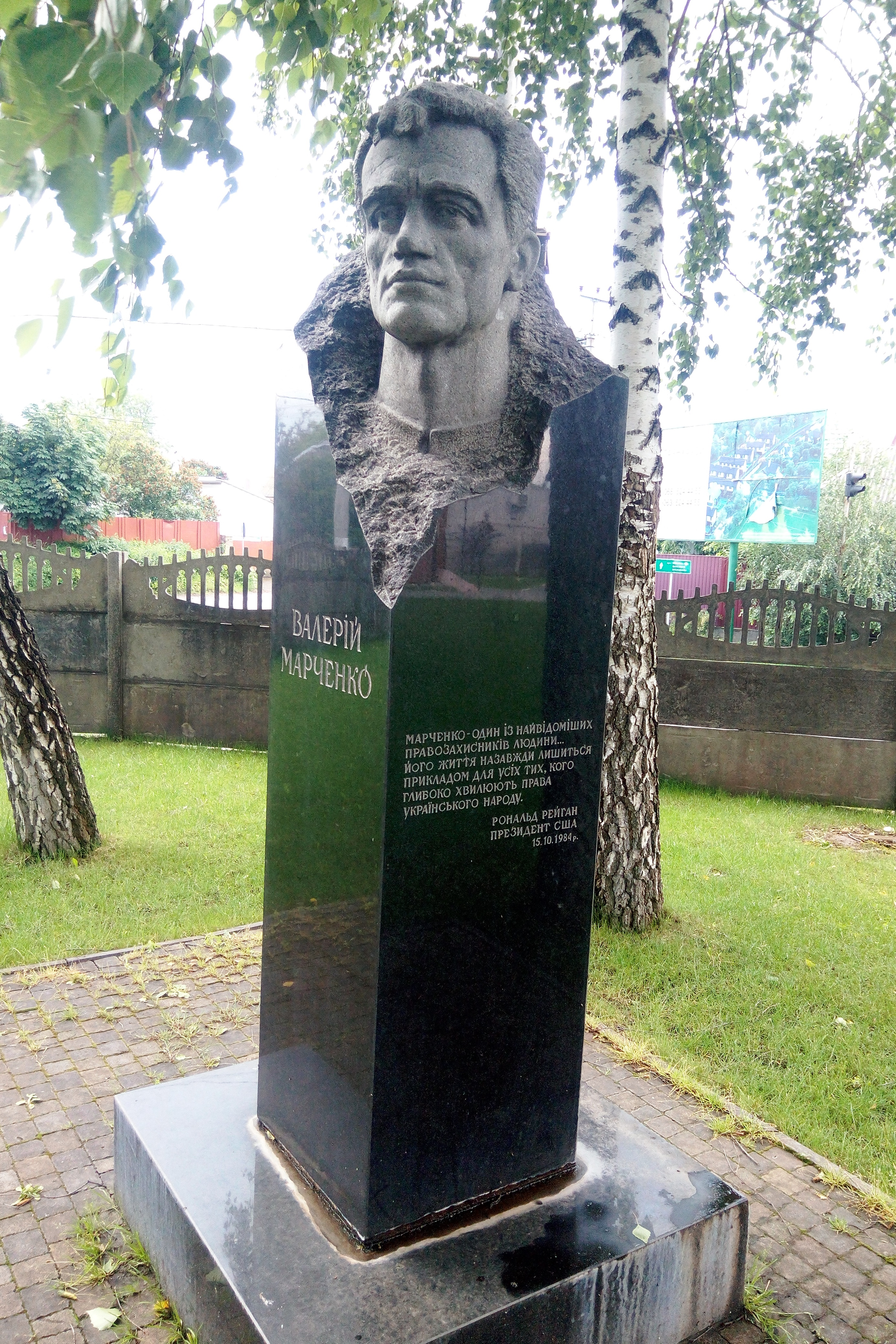
Пам'ятник Валерію Марченку встановлений у дворі Гатненської сільської ради (2017)

У київській школі № 175, в якій навчався Валерій Марченко, створено музей його імені, присвячений життю і роботам Валерія. 
На будинку в Києві, по вулиці Данила Щербаківського, 72 де він жив з квітня 1963 року по жовтень 1983 року, встановлено меморіальну дошку. Коли вулиця Данила Щербаківського мала назву вулиця Щербакова існувала пропозиція перейменувати її на честь дисидента.
У місті Буча є вулиця Валерія Марченка.
22 вересня 2011 року середній загальноосвітній школі № 175 Шевченківського району було присвоєне ім'я Валерія Марченка.
12 жовтня 2017 року Київрада перейменувала на його честь площу в місцевості Нивки.
14 жовтня 2017 року, 33 роки після похорону, за присутності земляків і побратимів-політв'язнів, в центрі села Гатне відкрито гранітний памятник Валерію Марченку, роботи скульптора Романа Захарчука. На обеліску з чорного граніту викарбувані слова американського президента Рональда Рейгана: «Його життя назавжди лишиться прикладом для всіх тих, кого глибоко хвилюють права українського народу».

## Державні нагороди
- Орден «За мужність» I ст. (8 листопада 2006)[10] — за громадянську мужність, самовідданість у боротьбі за утвердження ідеалів свободи і демократії та з нагоди 30-ї річниці створення Української Громадської Групи сприяння виконанню Гельсінкських угод (посмертно).